# Volta à Suíça de 2013
A 77ª edição da Volta à Suíça disputou-se desde 8 até 16 de junho de 2013, com um percurso de 1.270,8 km distribuídos em nove etapas (ainda que em princípio foram 1.318,6 km), com início em Quinto e final em Flumserberg.
A corrida fez parte do UCI World Tour de 2013.
O vencedor final foi Rui Costa (quem também fez-se com a última etapa). Acompanharam-lhe no pódio Bauke Mollema e Roman Kreuziger, respetivamente.
Nas classificações secundárias impuseram-se Peter Sagan (pontos), Robert Vrečer (montanha e sprints) e Astana (equipas).

## Equipas participantes
Tomaram parte na corrida 21 equipas: os 19 de categoria UCI ProTeam (ao ser obrigada sua participação); mais 2 categoria Profissional Continental mediante convite da organização (IAM Cycling e Sojasun). Formando assim um pelotão de 167 ciclistas, com 8 corredores a cada equipa (exceto a Vacansoleil-DCM que o fez com 7), dos que acabaram 143.
| Equipes ProTeam (19)- AG2R La Mondiale - Argos-Shimano - Astana - Blanco - BMC Racing Team - Cannondale Pro Cycling - Euskaltel-Euskadi - FDJ - Garmin Sharp - Katusha - Lampre-Merida - Lotto-Belisol - Movistar Team - Omega Pharma-Quick Step - Orica-GreenEDGE - RadioShack-Leopard - Saxo-Tinkoff - Sky - Vacansoleil-DCM Equipes profissionais Continentais (2)- Sojasun - IAM Cycling |
| |

## Etapas

### Etapa 1.8 de junhoQuinto-Quinto, 8,1 km (CRI)
Resultados de 1ª etapa e classificação geral
|   | Ciclista          | Equipa                 | Tempo      |
| - | ----------------- | ---------------------- | ---------- |
| 1 | Cameron Meyer     | Orica GreenEDGE        | 9 min 39 s |
| 2 | Niki Terpstra     | Omega Pharma-QuickStep | a 10 s     |
| 3 | Heinrich Haussler | IAM                    | a 14 s     |
| 4 | Alex Rasmussen    | Garmin Sharp           | a 15 s     |
| 5 | Gorka Verdugo     | Euskaltel Euskadi      | a 16 s     |

### Etapa 2.9 de junhoUlrichen-Crans-Montana, 119,2 km[1]
|   | Ciclista       | Equipa       | Tempo      |
| - | -------------- | ------------ | ---------- |
| 1 | Bauke Mollema  | Blanco       | 2 h 43 min |
| 2 | Mathias Frank  | BMC Racing   | a 11 s     |
| 3 | Thibaut Pinot  | FDJ          | m.t.       |
| 4 | Ryder Hesjedal | Garmin Sharp | m.t.       |
| 5 | Johann Tschopp | IAM          | m.t.       |

|   | Ciclista          | Equipa          | Tempo          |
| - | ----------------- | --------------- | -------------- |
| 1 | Cameron Meyer     | Orica GreenEDGE | 2 h 53 min 6 s |
| 2 | Ryder Hesjedal    | Garmin Sharp    | a 3 s          |
| 3 | Mathias Frank     | BMC Racing      | a 5 s          |
| 4 | Giovanni Visconti | Movistar        | a 12 s         |
| 5 | Thibaut Pinot     | FDJ             | a 16 s         |

### Etapa 3.10 de junhoMontreux-Meiringen, 204,9 km
|   | Ciclista        | Equipa       | Tempo          |
| - | --------------- | ------------ | -------------- |
| 1 | Peter Sagan     | Cannondale   | 4h 46 min 27 s |
| 2 | Rui Costa       | Movistar     | m.t.           |
| 3 | Roman Kreuziger | Saxo-Tinkoff | m.t.           |
| 4 | Mathias Frank   | BMC Racing   | m.t.           |
| 5 | Bauke Mollema   | Blanco       | a 39 s         |

|   | Ciclista          | Equipa       | Tempo           |
| - | ----------------- | ------------ | --------------- |
| 1 | Mathias Frank     | BMC Racing   | 7 h 39 min 38 s |
| 2 | Roman Kreuziger   | Saxo-Tinkoff | a 23 s          |
| 3 | Rui Costa         | Movistar     | a 35 s          |
| 4 | Giovanni Visconti | Movistar     | a 53 s          |
| 5 | Thibaut Pinot     | FDJ          | a 57 s          |

### Etapa 4.11 de junhoInnertkirchen-Buochs, 161 km
|   | Ciclista           | Equipa          | Tempo          |
| - | ------------------ | --------------- | -------------- |
| 1 | Arnaud Démare      | FDJ             | 4 h 8 min 23 s |
| 2 | Matthew Goss       | Orica GreenEDGE | m.t.           |
| 3 | Tyler Farrar       | Garmin Sharp    | m.t.           |
| 4 | John Degenkolb     | Argos-Shimano   | m.t.           |
| 5 | Alexander Kristoff | Katusha         | m.t.           |

|   | Ciclista          | Equipa       | Tempo            |
| - | ----------------- | ------------ | ---------------- |
| 1 | Mathias Frank     | BMC Racing   | 11 h 48 min 01 s |
| 2 | Roman Kreuziger   | Saxo-Tinkoff | a 23 s           |
| 3 | Rui Costa         | Movistar     | a 35 s           |
| 4 | Giovanni Visconti | Movistar     | a 53 s           |
| 5 | Thibaut Pinot     | FDJ          | a 57 s           |

### Etapa 5.12 de junhoBuochs-Leuggern, 176,4 km
|   | Ciclista           | Equipa       | Tempo          |
| - | ------------------ | ------------ | -------------- |
| 1 | Alexander Kristoff | Katusha      | 4 h 8 min 29 s |
| 2 | Peter Sagan        | Cannondale   | m.t.           |
| 3 | Arnaud Démare      | FDJ          | m.t.           |
| 4 | Matti Breschel     | Saxo-Tinkoff | m.t.           |
| 5 | Heinrich Haussler  | IAM          | m.t.           |

|   | Ciclista        | Equipa       | Tempo            |
| - | --------------- | ------------ | ---------------- |
| 1 | Mathias Frank   | BMC Racing   | 15 h 56 min 30 s |
| 2 | Roman Kreuziger | Saxo-Tinkoff | a 23 s           |
| 3 | Rui Costa       | Movistar     | a 35 s           |
| 4 | Thibaut Pinot   | FDJ          | a 57 s           |
| 5 | Bauke Mollema   | Blanco       | a 1 min 8 s      |

### Etapa 6.13 de junhoLeuggern-Meilen, 187,9 km
|   | Ciclista          | Equipa                  | Tempo           |
| - | ----------------- | ----------------------- | --------------- |
| 1 | Grégory Rast      | Radioshack Leopard      | 4 h 23 min 53 s |
| 2 | Mathew Hayman     | Sky                     | a 25 s          |
| 3 | Alexandr Kolobnev | Katusha                 | a 25 s          |
| 4 | Bert Grabsch      | Omega Pharma-Quick Step | a 28 s          |
| 5 | Peter Sagan       | Cannondale              | a 10 min 43 s   |

|   | Ciclista        | Equipa       | Tempo           |
| - | --------------- | ------------ | --------------- |
| 1 | Mathias Frank   | BMC Racing   | 20 h 31 min 6 s |
| 2 | Roman Kreuziger | Saxo-Tinkoff | a 23 s          |
| 3 | Rui Costa       | Movistar     | a 35 s          |
| 4 | Thibaut Pinot   | FDJ          | a 57 s          |
| 5 | Bauke Mollema   | Blanco       | a 1 min 8 s     |

### Etapa 7.14 de junhoMeilen-A Punt, 206 km
|   | Ciclista           | Equipa          | Tempo        |
| - | ------------------ | --------------- | ------------ |
| 1 | Rui Costa          | Movistar        | 5 h 11 m 8 s |
| 2 | Bauke Mollema      | Blanco          | m.t.         |
| 3 | Tejay van Garderen | BMC Racing      | m.t.         |
| 4 | Thibaut Pinot      | FDJ             | a 9 s        |
| 5 | Cameron Meyer      | Orica GreenEDGE | a 22 s       |

|   | Ciclista        | Equipa       | Tempo          |
| - | --------------- | ------------ | -------------- |
| 1 | Mathias Frank   | BMC Racing   | 25 h 42 m 36 s |
| 2 | Rui Costa       | Movistar     | a 13 s         |
| 3 | Roman Kreuziger | Saxo-Tinkoff | a 23 s         |
| 4 | Thibaut Pinot   | FDJ          | a 44 s         |
| 5 | Bauke Mollema   | Blanco       | a 46 s         |

### Etapa 8.15 de junhoZernez-Bad Ragaz, 180,5 km
|   | Ciclista          | Equipa           | Tempo           |
| - | ----------------- | ---------------- | --------------- |
| 1 | Peter Sagan       | Cannondale       | 4 h 33 min 26 s |
| 2 | Daniele Bennati   | Saxo-Tinkoff     | m.t.            |
| 3 | Philippe Gilbert  | BMC Racing       | m.t.            |
| 4 | Michael Albasini  | Orica GreenEDGE  | m.t.            |
| 5 | Christophe Riblon | Ag2r La Mondiale | m.t.            |

|   | Ciclista        | Equipa       | Tempo           |
| - | --------------- | ------------ | --------------- |
| 1 | Mathias Frank   | BMC Racing   | 30 h 16 min 2 s |
| 2 | Rui Costa       | Movistar     | a 13 s          |
| 3 | Roman Kreuziger | Saxo-Tinkoff | a 23 s          |
| 4 | Thibaut Pinot   | FDJ          | a 44 s          |
| 5 | Bauke Mollema   | Blanco       | a 46 s          |

### Etapa 9.16 de junhoBad Ragaz-Flumserberg, 26,8 km (CRI)
|   | Ciclista               | Equipa           | Tempo       |
| - | ---------------------- | ---------------- | ----------- |
| 1 | Rui Costa              | Movistar         | 51 min 51 s |
| 2 | Tanel Kangert          | Astana           | a 21 s      |
| 3 | Bauke Mollema          | Blanco           | a 29 s      |
| 4 | Jean-Christophe Péraud | Ag2r La Mondiale | a 42 s      |
| 5 | Andrey Amador          | Movistar         | a 43 s      |

|   | Ciclista        | Equipa       | Tempo           |
| - | --------------- | ------------ | --------------- |
| 1 | Rui Costa       | Movistar     | 31 h 8 min 11 s |
| 2 | Bauke Mollema   | Blanco       | a 1 min 2 s     |
| 3 | Roman Kreuziger | Saxo-Tinkoff | a 1 min 10 s    |
| 4 | Thibaut Pinot   | FDJ          | a 1 min 26 s    |
| 5 | Mathias Frank   | BMC Racing   | a 1 min 43 s    |

## Classificações finais

### Classificação geral
| Posição | Ciclista           | Equipa          | Tempo           |
| ------- | ------------------ | --------------- | --------------- |
|         | Rui Costa          | Movistar        | 31 h 8 min 11 s |
| 2       | Bauke Mollema      | Blanco          | a 1 min 2 s     |
| 3       | Roman Kreuziger    | Saxo-Tinkoff    | a 1 min 10 s    |
| 4       | Thibaut Pinot      | FDJ             | a 1 min 26 s    |
| 5       | Mathias Frank      | BMC Racing      | a 1 min 43 s    |
| 6       | Tanel Kangert      | Astana          | a 1 min 51 s    |
| 7       | Tejay Van Garderen | BMC Racing      | a 2 min 23 s    |
| 8       | Daniel Martin      | Garmin-Sharp    | a 2 min 42 s    |
| 9       | Simon Špilak       | Katusha         | a 2 min 42 s    |
| 10      | Cameron Meyer      | Orica GreenEDGE | a 3 min 44 s    |

### Classificação por pontos
| Posição | Ciclista           | Equipa          | Pontos |
| ------- | ------------------ | --------------- | ------ |
|         | Peter Sagan        | Cannondale      | 80     |
| 2       | Arnaud Démare      | FDJ             | 50     |
| 3       | Alexander Kristoff | Katusha         | 41     |
| 4       | Bauke Mollema      | Blanco          | 37     |
| 5       | Matt Goss          | Orica GreenEDGE | 30     |

### Classificação da montanha
| Posição | Ciclista          | Equipa            | Pontos |
| ------- | ----------------- | ----------------- | ------ |
|         | Robert Vrečer     | Euskaltel Euskadi | 31     |
| 2       | Thibaut Pinot     | FDJ               | 28     |
| 3       | Manuele Mori      | Lampre-Merida     | 23     |
| 4       | Rui Costa         | Movistar          | 17     |
| 5       | Alexandr Kolobnev | Katusha           | 15     |

### Classificação dos sprints
| Posição | Ciclista              | Equipa            | Pontos |
| ------- | --------------------- | ----------------- | ------ |
|         | Robert Vrečer         | Euskaltel Euskadi | 15     |
| 2       | Adrián Sáez de Arregi | Euskaltel Euskadi | 13     |
| 3       | Maxime Bouet          | Ag2r La Mondiale  | 9      |
| 4       | Luis León Sánchez     | Blanco            | 7      |
| 5       | Alexandr Kolobnev     | Katusha           | 7      |

### Classificação por equipas
| Posição | Equipa           | Tempo            |
| ------- | ---------------- | ---------------- |
|         | Astana           | 90 h 56 min 49 s |
| 2       | BMC Racing       | a 1 min 38 s     |
| 3       | Movistar         | a 4 min 19 s     |
| 4       | Ag2r La Mondiale | a 6 min 16 s     |
| 5       | Katusha          | a 9 min 5 s      |

## Evolução das classificações
| Etapa (Vencedor)              | Classificação geral | Classificação por pontos | Classificação da montanha | Classificação dos sprints | Classificação por equipas |
| ----------------------------- | ------------------- | ------------------------ | ------------------------- | ------------------------- | ------------------------- |
| Etapa 1 (CRI) (Cameron Meyer) | Cameron Meyer       | Cameron Meyer            | não se entregou           | não se entregou           | Omega Pharma-QuickStep    |
| Etapa 2 (Bauke Mollema)       | Cameron Meyer       | Cameron Meyer            | Ryder Hesjedal            | Enrique Sanz              | IAM                       |
| Etapa 3 (Peter Sagan)         | Mathias Frank       | Bauke Mollema            | Roman Kreuziger           | Enrique Sanz              | Astana                    |
| Etapa 4 (Arnaud Démare)       | Mathias Frank       | Arnaud Démare            | Robert Vrečer             | Enrique Sanz              | Astana                    |
| Etapa 5 (Alexander Kristoff)  | Mathias Frank       | Peter Sagan              | Robert Vrečer             | Enrique Sanz              | Astana                    |
| Etapa 6 (Grégory Rast)        | Mathias Frank       | Peter Sagan              | Robert Vrečer             | Enrique Sanz              | Katusha                   |
| Etapa 7 (Rui Costa)           | Mathias Frank       | Peter Sagan              | Thibaut Pinot             | Enrique Sanz              | Astana                    |
| Etapa 8 (Peter Sagan)         | Mathias Frank       | Peter Sagan              | Robert Vrečer             | Robert Vrečer             | Astana                    |
| Etapa 9 (CRI) (Rui Costa)     | Rui Costa           | Peter Sagan              | Robert Vrečer             | Robert Vrečer             | Astana                    |
| Final                         | Rui Costa           | Peter Sagan              | Robert Vrečer             | Robert Vrečer             | Astana                    |